# حسين الشيخ (لاعب كرة قدم مواليد 1990)
حسين الشيخ مواليد 8 ديسمبر 1990 في القطيف ، السعودية، هو لاعب كرة قدم سعودي يلعب لنادي النهضة.

## مسيرة اللاعب
مثل نادي مضر في الفئات السنية و نادي الخليج ونادي أحد ونادي القادسية ونادي الساحل ونادي الفيحاء ونادي الترجي ونادي الجندل ونادي الجبيل ونادي النهضة.

## روابط خارجية
- حسين الشيخ (رياضي) على موقع Soccerway.com (الإنجليزية)